# Alpha purum
Als Alpha purum (lat. „reines Alpha“) bezeichnet man im Altgriechischen einen a-Laut, dem ein e (Epsilon), i (Iota) oder r (Rho) vorangeht. Entsprechend heißt ein a, bei dem dies nicht der Fall ist, Alpha impurum („unreines Alpha“).
Dieser Begriff spielt bei der Flexion von Nomina und Verben eine Rolle, da ein kurzes Alpha purum im klassischen Griechischen zu einem langen [aː] gedehnt wird, das kurze Alpha impurum aus sprachgeschichtlichen Gründen hingegen zu Eta [⁠η⁠]. So bildet zum Beispiel das Substantiv γέφυρα géphyra („Brücke“, mit Alpha purum) den Genetiv γεφύρᾱς gephýrās. Das Wort δόξα dóxa („Ruhm“; „Ansicht“) hat dagegen ein Alpha impurum und lautet demzufolge im Genetiv δόξης dóxēs. Ebenso wird das kurze Alpha purum des Verbs μιαίνω miaínō („beflecken“, „schänden“) im Aorist zu ἐμίᾱνα emíāna gedehnt, das kurze Alpha impurum bei καθαίρω kathaírō („reinigen“) aber zu ἐκάθηρα ekáthēra.
Die Unterscheidung von Alpha purum und impurum ist das Resultat eines Lautwandels im attischen Dialekt, der klassischen Form des Griechischen. In den meisten altgriechischen Dialekten war der ursprüngliche [aː]-Laut erhalten. Im ionischen Dialekt war er dagegen durchgängig zu [ɛː] geworden. Im Attischen blieb das [aː] nach einem e, i oder r erhalten, ansonsten wurde es zu [ɛː].
Bei Dehnungen, die nach diesem Lautwandel erfolgten, kommt diese Regel nicht zum Tragen. So lautet der Akkusativ Plural von δόξα dóxa δόξᾱς dóxās, weil in diesem Fall das lange [aː] erst in späterer Zeit als Ersatz für das ursprüngliche n in *δόξανς *dóxans entstanden war.